# Euptoieta claudia
Euptoieta claudia är en fjärilsart som beskrevs av Pieter Cramer 1775. Euptoieta claudia ingår i släktet Euptoieta och familjen praktfjärilar. Inga underarter finns listade i Catalogue of Life.

## Bildgalleri

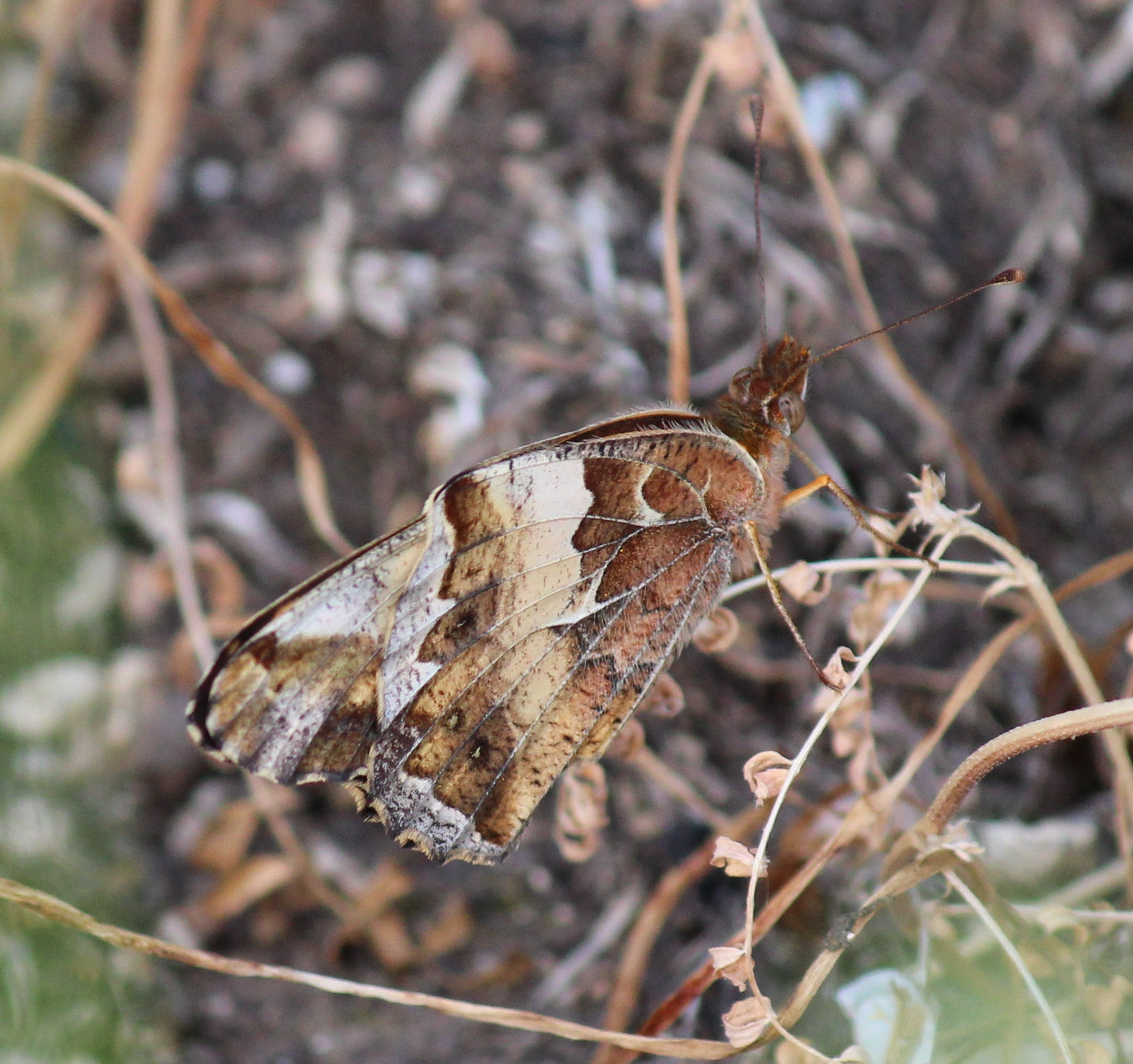
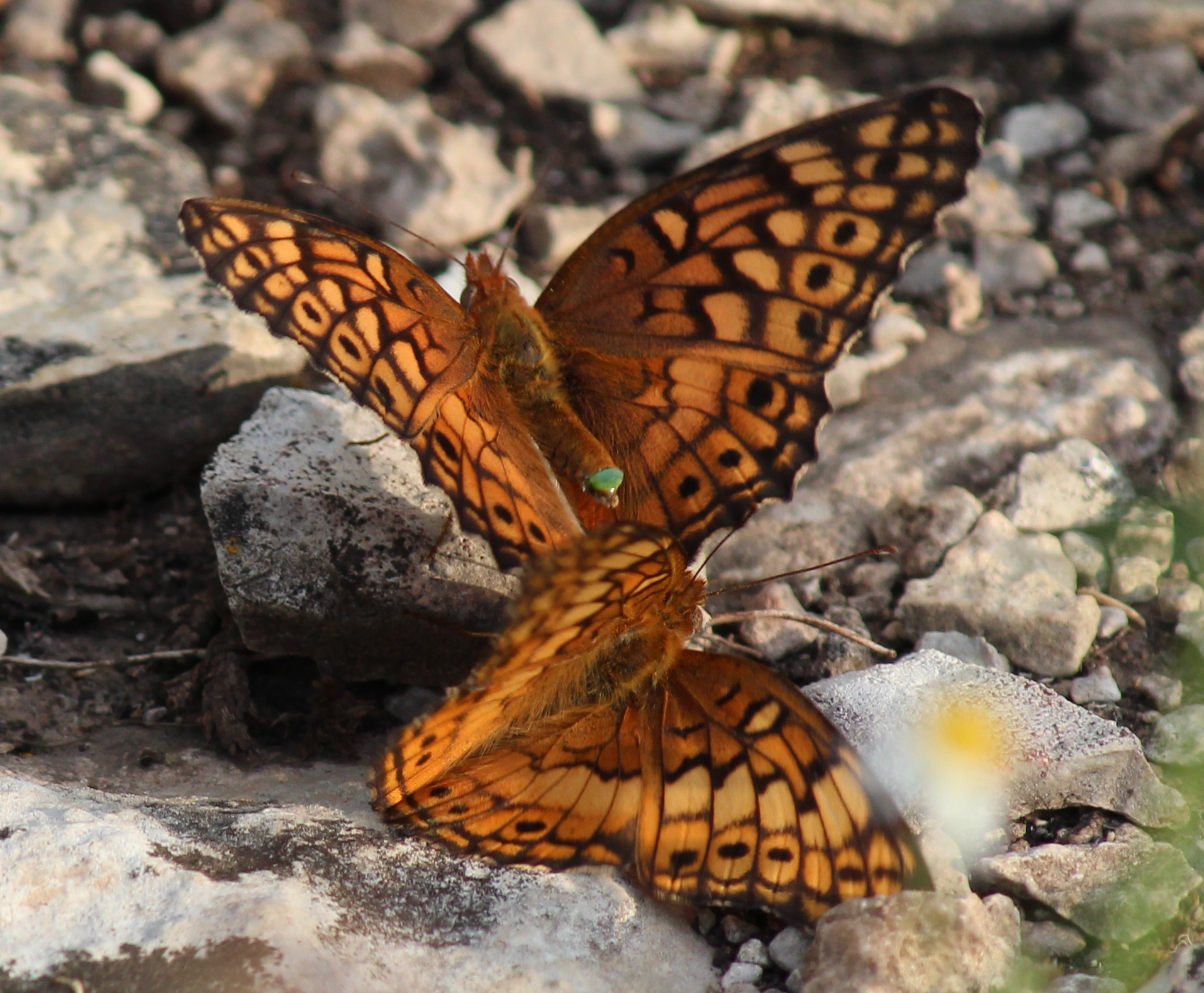
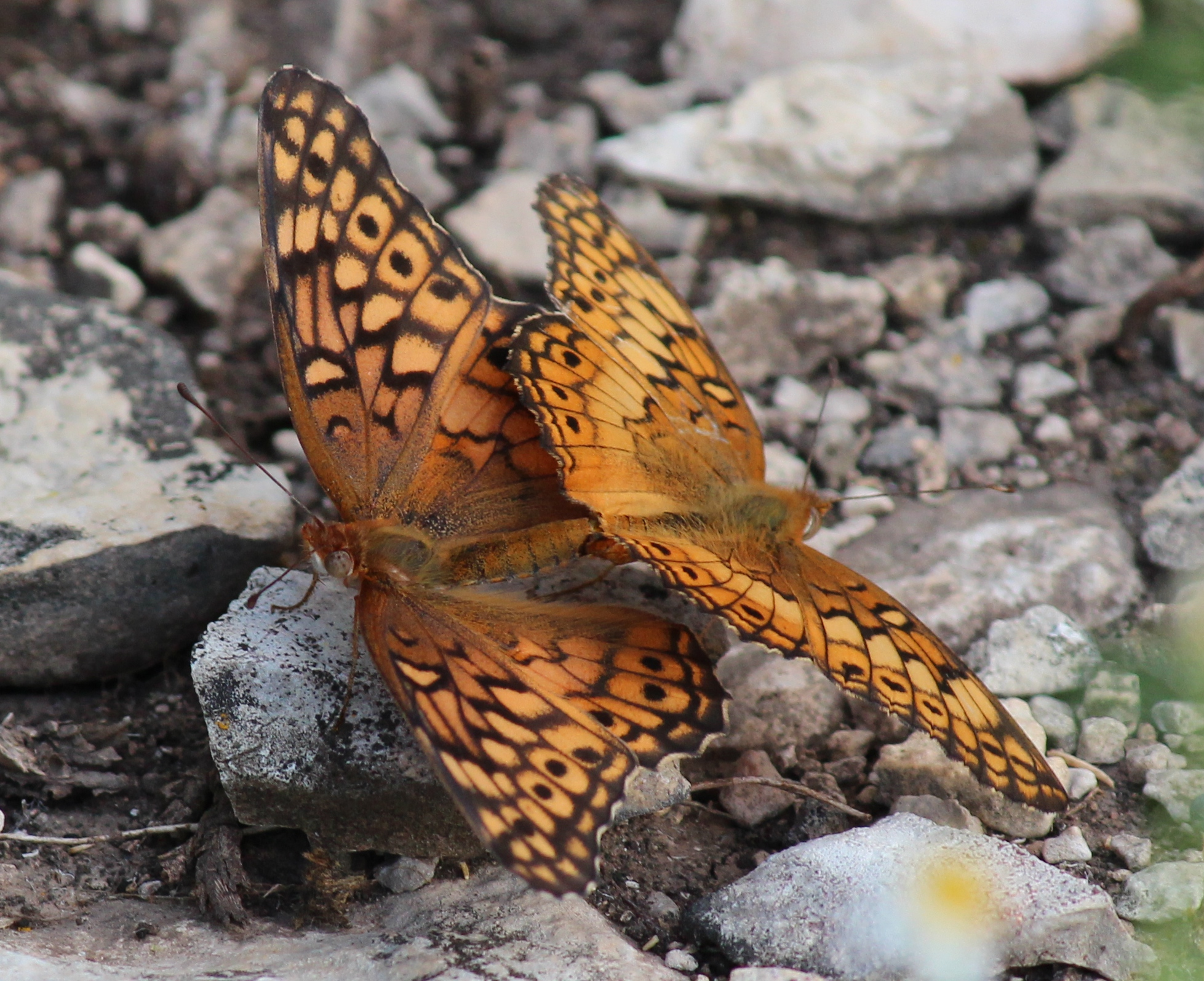
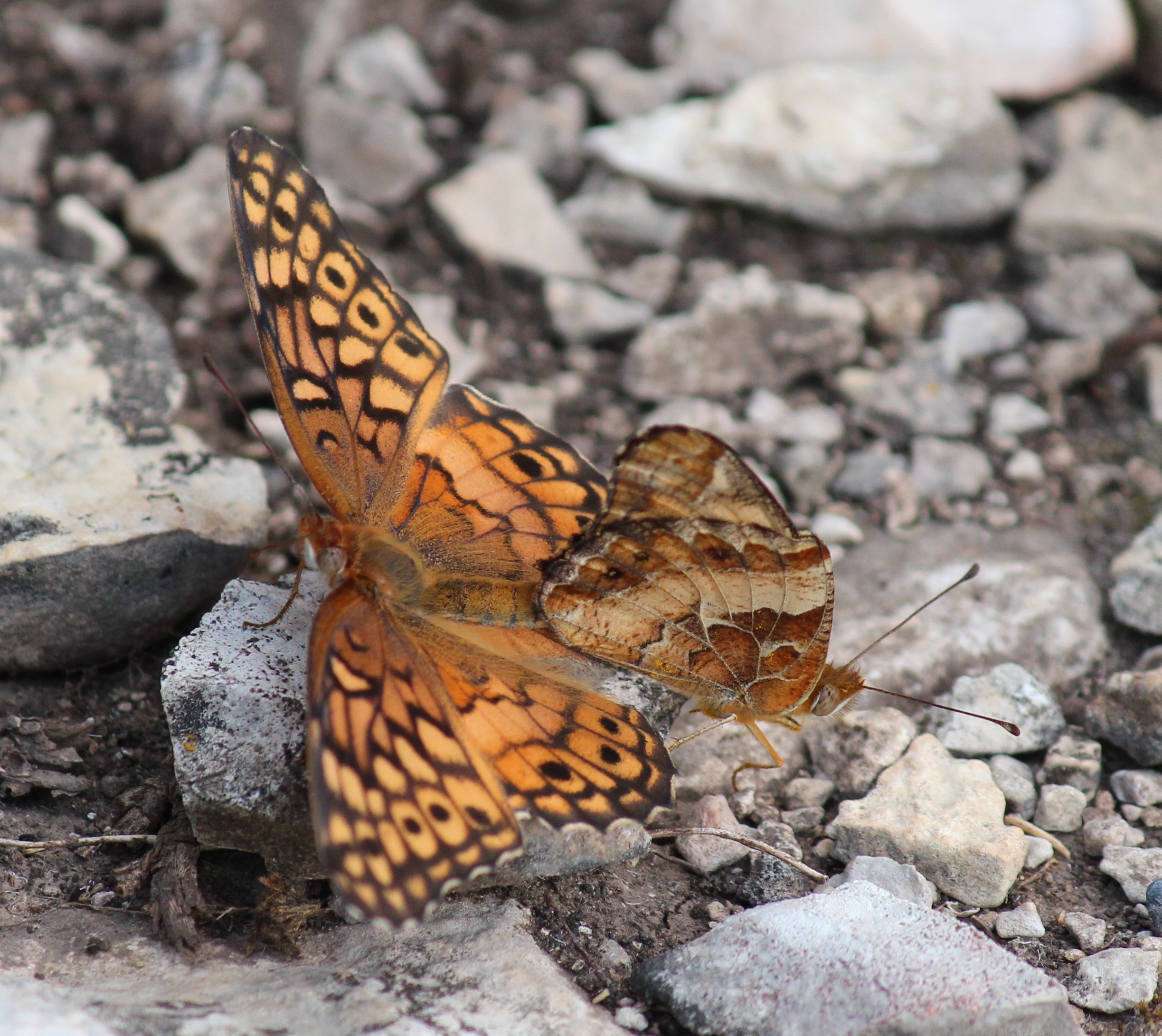
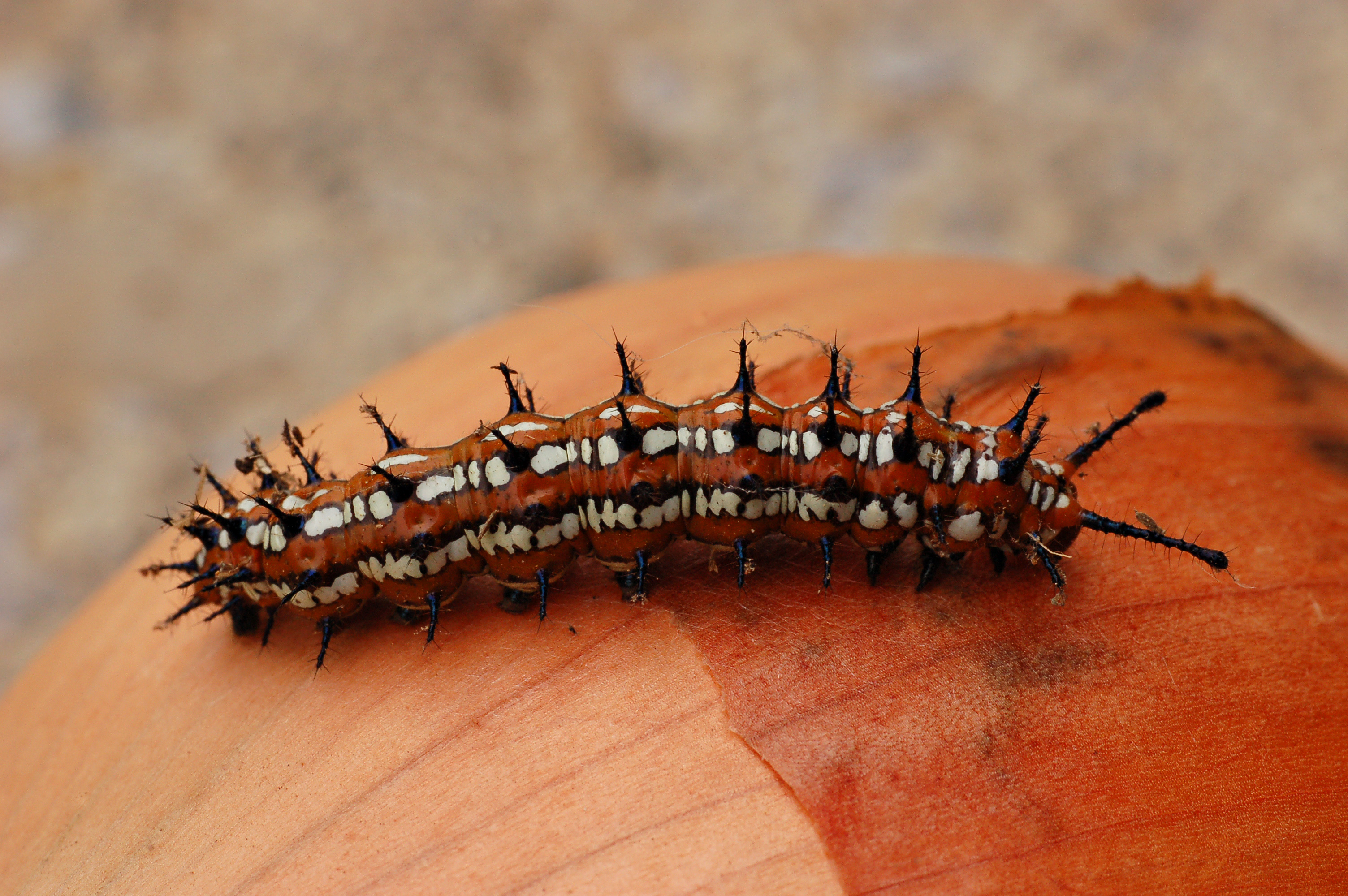
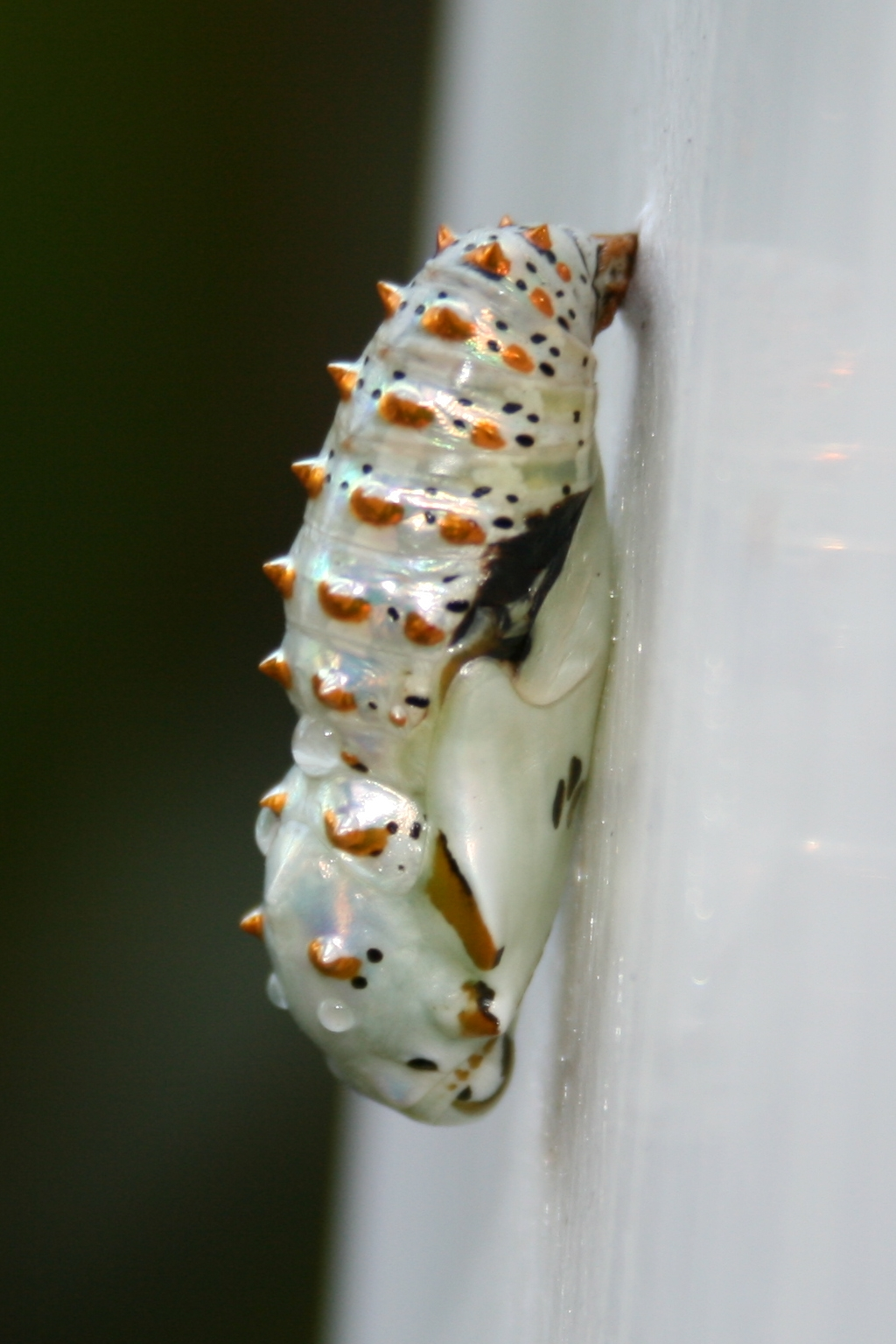